# Astracán (Buyan)
La Astracán (en ruso: Астрахань), con nombre oficial romanizado RFS 012 «Astrakhan», es una corbeta lanzamisiles del Proyecto 21630 «Buyan», es el buque líder de clase del proyecto. La corbeta está asignada a la Flotilla del Caspio de la Armada de Rusia.
El barco lleva el nombre de la ciudad rusa de Astracán de la óblast homónima del Distrito federal del Sur, una ciudad que es la base principal de la Flotilla del Caspio.

## Diseño
El diseño de la corbeta corrió a cargo de Almaz. Su puesta de quilla fue el 31 de enero de 2004 en san Petersburgo. Botada el 7 de octubre de 2005 no fue asignada al servicio hasta el 1 de septiembre de 2006.

## Historial
La corbeta ha servido en la Flotilla del Caspio desde su asignación.
En julio de 2020 su puerto de asignación cambió de Astracán a Kaspisk, en Daguestán, al igual que el de toda la Flota del Caspio. Algunos analistas apuntaron a una preocupación por un reavivamiento de la  insurgencia en el Cáucaso Norte.
El 17 de febrero de 2024, durante la concentración de fuerzas rusas en la frontera con Ucrania, la flotilla del Caspio realizó ejercicios navales en su zona. Tras el comienzo de la invasión rusa de Ucrania, los buques de la flotilla se mantuvieron en el mar.